# Veaceslav Voinov
Veaceslav Voinov (n. 15 ianuarie 1990, Celiabinsk, RSFS Rusă, URSS) este un jucător de hochei pe gheață ce a reprezentat Rusia, medaliat olimpic. A participat la 2 ediții ale Jocurilor Olimpice (2014, 2018) în care a câștigat o medalie de aur.